# Динамо-93
«Дина́мо-93» (бел. Дынама-93) — белорусский футбольный клуб из Минска. Основан в 1992 году как «Динамо-2». Лучшее достижение в чемпионате Беларуси — 2-е место в сезоне 1993/94. Был расформирован в 1998 году. В начале 2019 года имелись попытки возродить клуб.

## Прежние названия
- до лета 1992 — «Динамо-2»
- с лета 1992 — до лета 1993 — «Беларусь»

## Тренеры
- Иван Щёкин (1992—1994)
- Виктор Сокол (1994—1996)
- Людас Румбутис (1996—1998)

## Достижения
- Обладатель Кубка Беларуси: 1994/95
- Серебряный призёр чемпионата Беларуси: 1993/94
- Бронзовый призёр чемпионата Беларуси: 1992/93, 1994/95, 1995 (осень)
- Финалист Кубка Беларуси: 1996/1997
- Финалист Кубка Содружества: 1993
- Победитель первой лиги Беларуси: 1992 (носила тогда название вторая лига)

## Участие в еврокубках
- Кубок Кубков-1995/96 — предварительный раунд
- Кубок УЕФА 1996/97 — квалификационный раунд (проход предварительного раунда)
- Кубок Интертото 1997 — групповой турнир (2-е место)

Всего сыграно 10 матчей: 3 победы, 3 ничьи, 4 поражения.